# 나이트가운

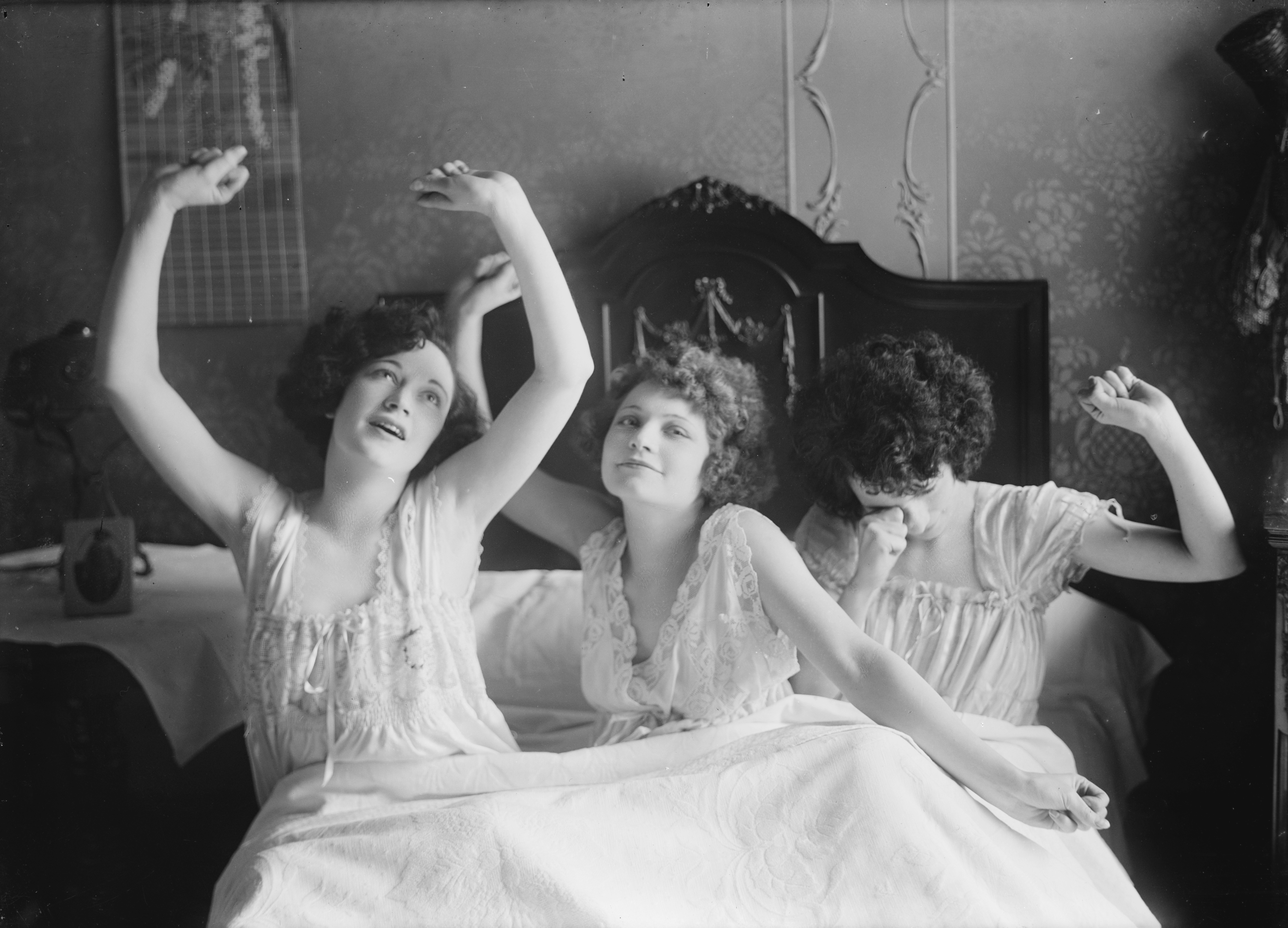
1920년대 중반 나이트가운을 입은 브록스 시스터즈

나이트가운(Nightgown)은 여성들이 주로 입는 나이트웨어의 한 종류이다. 나이티(Nightie) 혹은 나이트 드레스 (Night Dress)라고도 한다. 주로 천, 실크, 새틴, 나일론을 소재로 한다.
넥라인, 소매, 어깨 라인에서 다양한 형태를 보인다. 길이에서도 엉덩이 길이 혹은 바닥 길이 등 다양하다.
빅토리아 시대 때부터 큰 명성을 얻어 잠옷이나 실내복으로 입었다.

## 갤러리

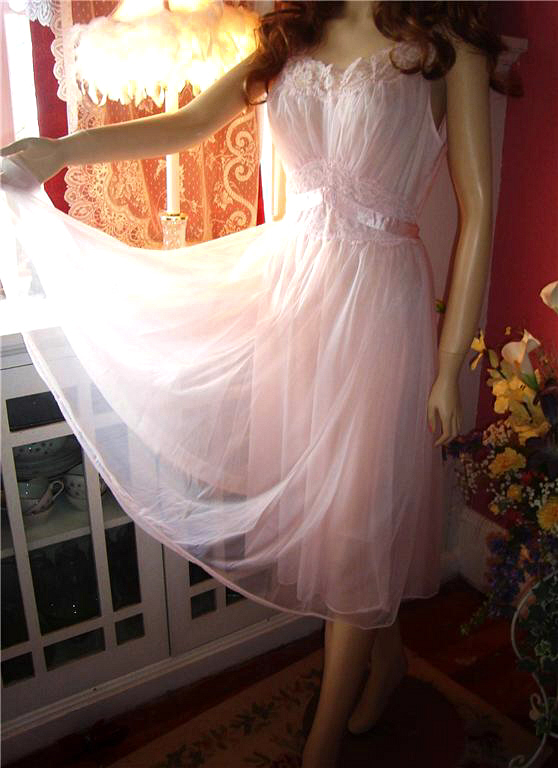
새틴 네글리제
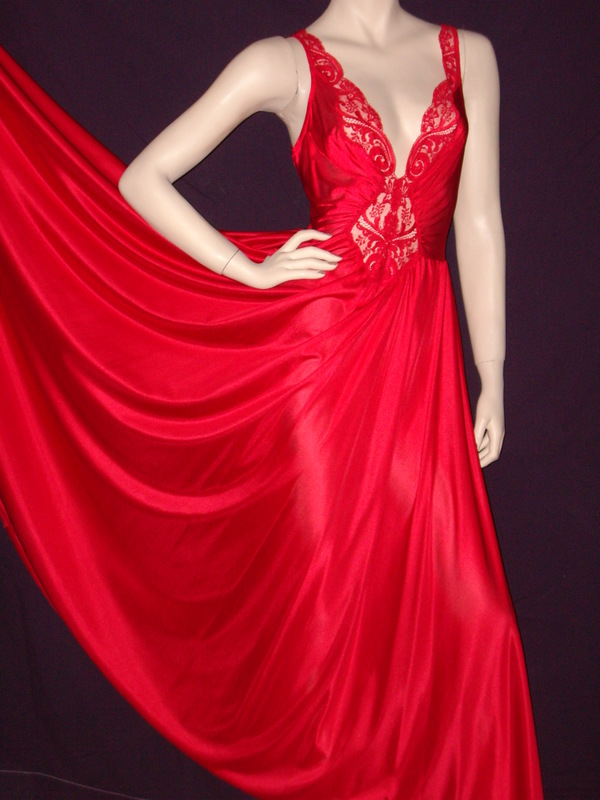
올가 나이트가운
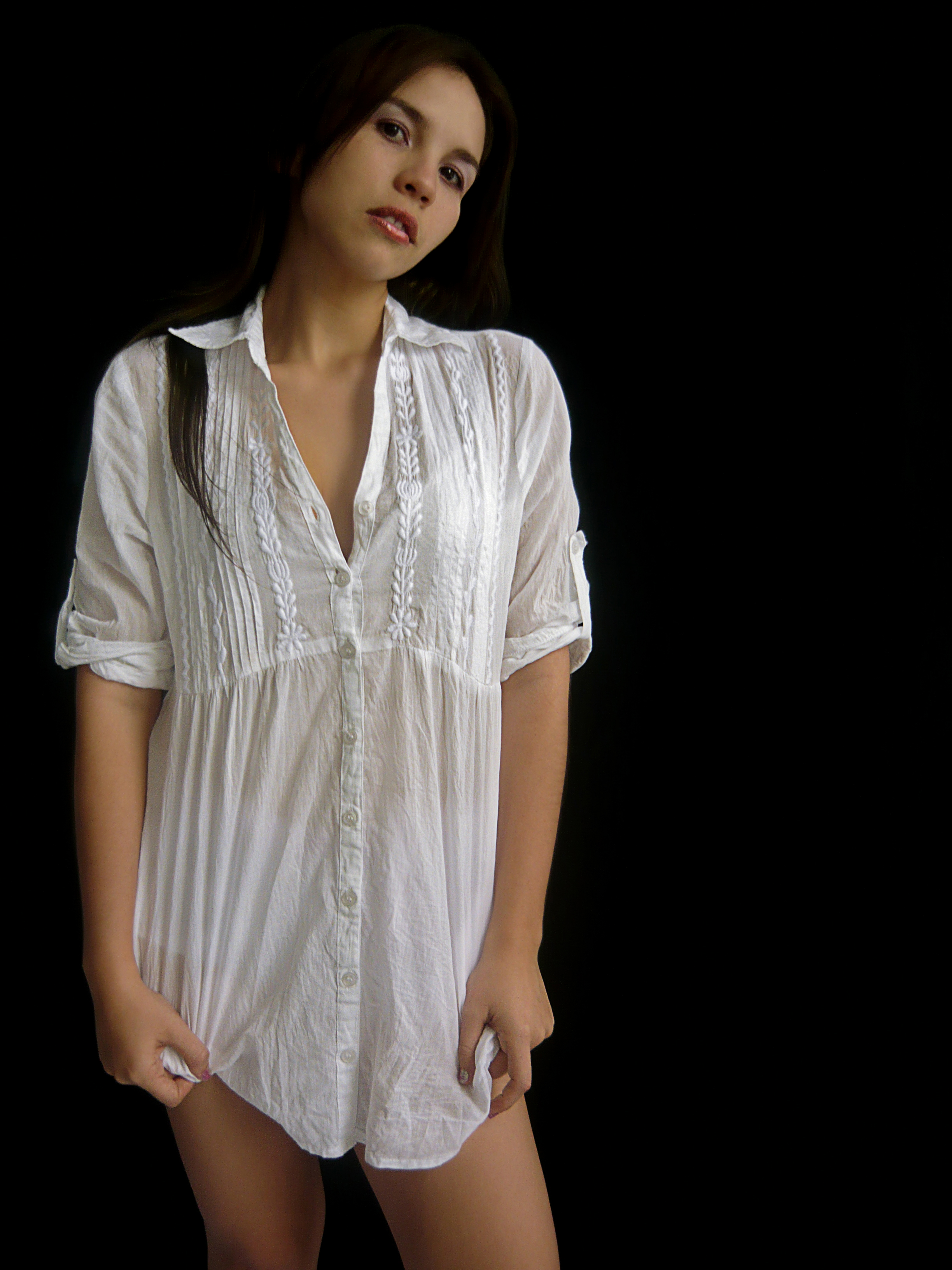
슬립셔츠
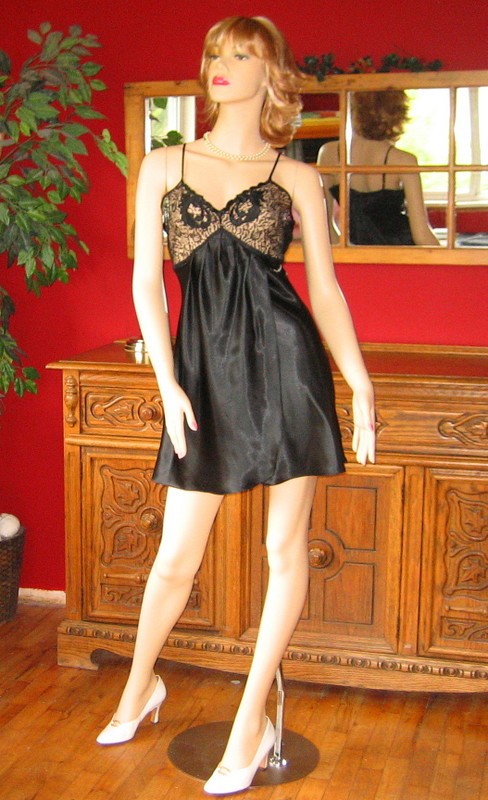
블랙 슬립 나이트가운
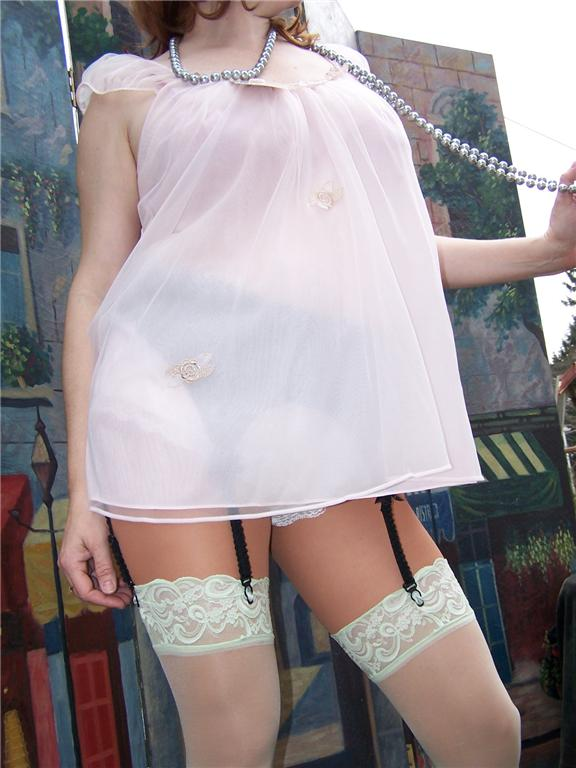
베이비돌 나이트가운